# Universidad Miami

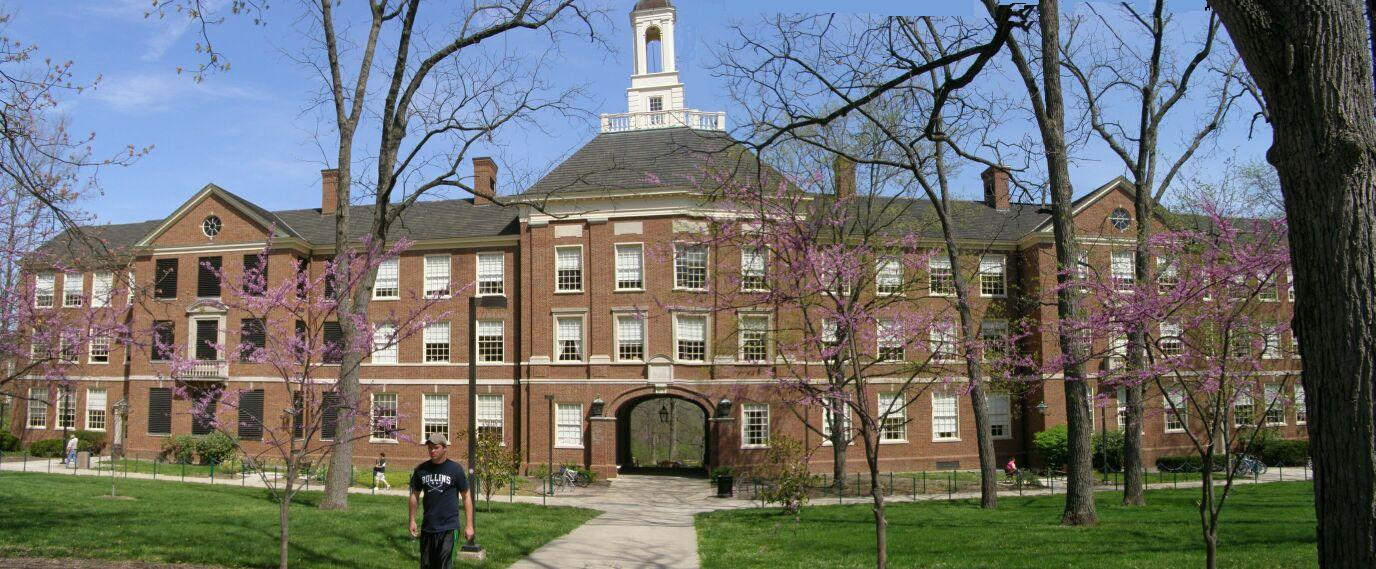
Upham Hall.

La Universidad Miami (Miami University en idioma inglés) está ubicada en Oxford, Ohio (Estados Unidos). Informalmente conocida como Miami, Miami U, Miami of Ohio y MU, fue fundada en 1809, si bien no se dictaron clases hasta 1824; es la décima universidad más antigua de los Estados Unidos y la segunda más antigua del estado de Ohio, fundada apenas 4 años después que la Universidad de Ohio.
Toma su nombre del valle del río Miami, que, a su vez, se denomina así porque era habitado por la tribu Miami.

## Ranking académico
En su edición de 2012, el U.S. News & World Report la ubicó en tercer lugar por su excelencia en cursos de pregrado y en el lugar 90 por excelencia en general. Forbes también la calificó favorablemente, en el lugar 34 entre las universidades públicas estadounidenses (1ª en Ohio).